# Ponova vas
Ponova vas je naselje v Občini Grosuplje. Šteje jo 572 prebivalcev. Je deloma gručasto in deloma obcestno naselje. Leži na južnem delu Grosupeljske kotline.
Od Grosuplja je oddaljena 3 km. Spada pod krajevno skupnost Šent Jurij.